# 慶南新聞
慶南新聞（キョンナムしんぶん）は慶尚南道の昌原市に本社を置き、朝鮮語で発刊される日刊紙である。
1946年に南城新聞（남선신문）として馬山府（馬山市をへて、現在の昌原市）でスタートし、1948年には南朝鮮日報（남조선민보）となり、1950年に馬山日報（마산일보）、1967年に慶南毎日新聞（경남매일신문）、1969年に慶南毎日（경남매일）という変遷を経て、現在の紙名になったのは1980年のことである。
　また、韓国の地方新聞社で最初にインターネット上でKN　NEWSを公開し（1996年）、韓国新聞業界へのインターネット導入の先駆けともなった。慶尚南道で最大の新聞社であり慶南を代表する新聞である。